# Gorska skupnost Ter, Nadiža in Brda
Gorska skupnost Ter, Nadiža in Brda (italijansko Comunità montana del Torre, Natisone e Collio) je bila gorska skupnost, ki je vključevala 25 občin v Videmski pokrajini in Goriški pokrajini.
Sedež je bil v Špetru Slovenov, uradi skupnosti pa so bili prisotni tudi v Krminu in Čenti. Namen ustanove je bila človeška, socialna in ekonomska krepitev skupnosti. Institucionalni organi organizacije so bili predsednik, uprava in svet.
Gorska skupnost je bila ukinjena 1. avgusta 2016 z izvajanjem deželnega zakona št. 26 iz leta 2014 in spremembami z deželnim zakonom št. 10 iz leta 2016 o reorganizaciji lokalnih oblasti. Njene funkcije so prevzele UTI (Medobčinske teritorialne zveze).

## Seznam občin
- Ahten (Attimis)
- Koprivno (Capriva del Friuli)
- Čedad (Cividale del Friuli)
- Krmin (Cormons)
- Dolenje v Brdih (Dolegna del Collio)
- Dreka (Drenchia)
- Fojda (Faedis)
- Gorica (Gorizia)
- Garmak (Grimacco)
- Bardo (Lusevera)
- Magnano in Riviera
- Moš (Mossa)
- Neme (Nimis)
- Poulét (Povoletto)
- Prapotno (Prepotto)
- Podbonesec (Pulfero)
- Števerjan (San Floriano del Collio)
- Podutana ali Šentlenart (San Leonardo)
- Šlovrenc ob Soči (San Lorenzo Isontino)
- Špeter Slovenov (San Pietro al Natisone)
- Sovodnje (Savogna)
- Srednje (Stregna)
- Tipana (Taipana)
- Čenta (Tarcento)
- Tavorjana (Torreano)